# Poartă secuiască

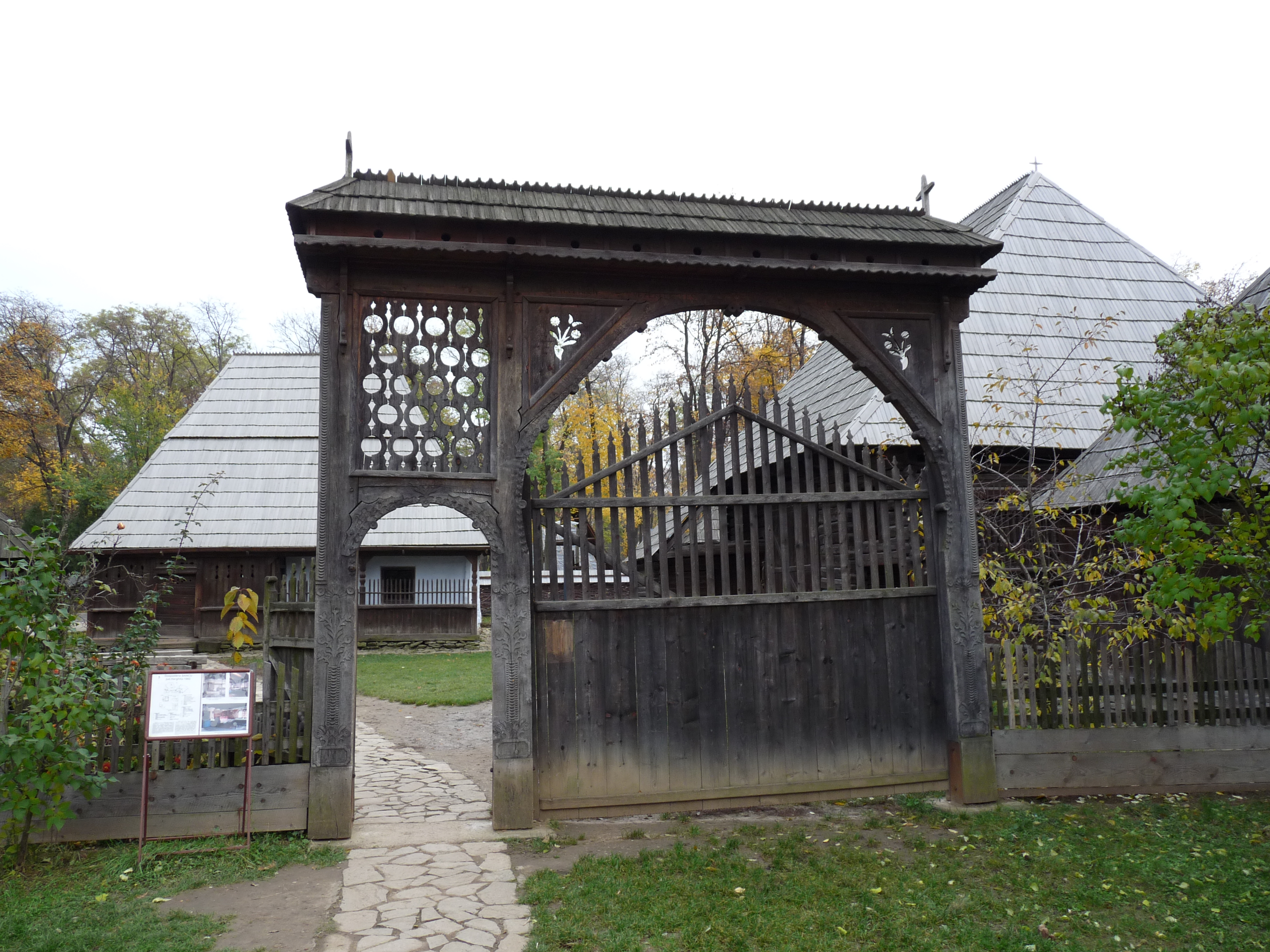
Poartă secuiască tradiţională cu columbar aflată la intrarea într-o gospodărie din 1862 din satul Bancu, județul Harghita, expusă la Muzeul Satului din București

Poarta secuiască tradițională este considerată actul fundamental de identitate al secuilor, gravat în lemn. Poarta secuiască sculptată este întruparea materială a unei anumite mentalități populare, reprezentând convingerea că comunitatea secuilor, în existența sa continuă, este dedicată păstrării acestor multe secole vechi de tradiții valoroase.
Poarta secuiască se deosebește de poarta maramureșeană prin faptul că are un stil diferit. Simbolul principal sculptat pe poarta secuiască este laleaua, căreia i se adaugă alte motive florale sau geometrice. La înfrumusețarea porților secuiești contribuie și coloristica, deoarece unele dintre ele sunt pictate în culori vii.

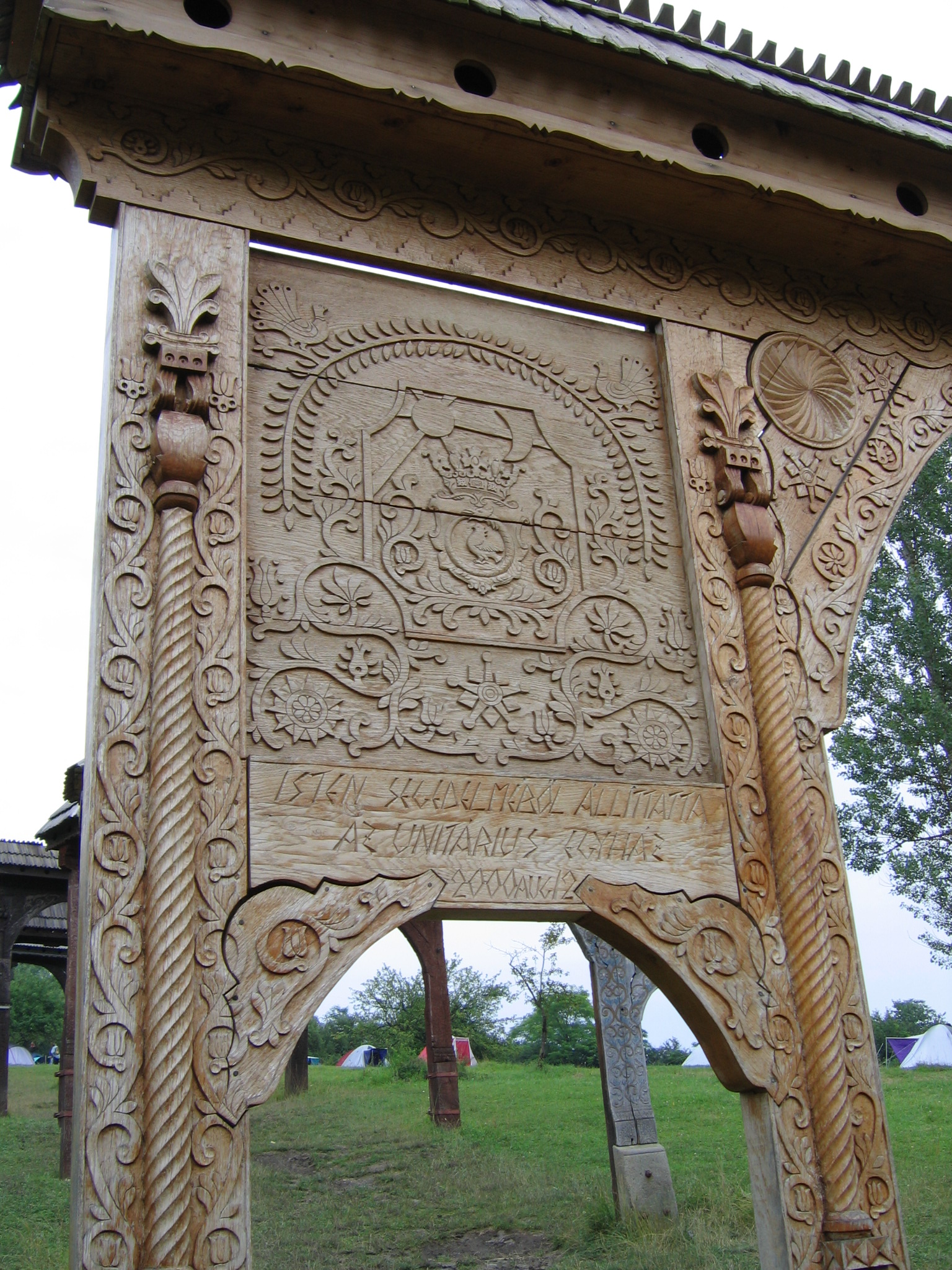
Detaliu de sculptură

## Descriere
Structura de susținere este construită din lemn de stejar. Părțile componente sunt fixate prin îmbinarea în coadă de rândunică. Cei trei stâlpi de susținere principali cuprind între ei poarta mică și poarta mare, deasupra au o grindă frontală care le leagă și care este fixată de contrafișe. Poarta are un acoperiș de șindrilă, sub care se pune câteodată porumbar pentru a mări efectul estetic. Înălțimea porții mari este de cel puțin patru metri, pentru ca și căruța încărcată cu fân să poată trece sub ea. Înălțimea porții mici este de aproximativ doi metri și are o structură separată: grindă frontală, contrafișe, portiță în poartă. Porțile mai vechi au fost ornamentate cu motive geometrice, stilizate, mai târziu cu motive vegetale, mai ales cu motive florale. Motive des întâlnite sunt luna și soarele. Grinda frontală este de obicei decorată cu inscripții, de regulă anul construirii, numele gazdei și al soției lui. Uneori sunt încrustat și versuri sau mesaje.

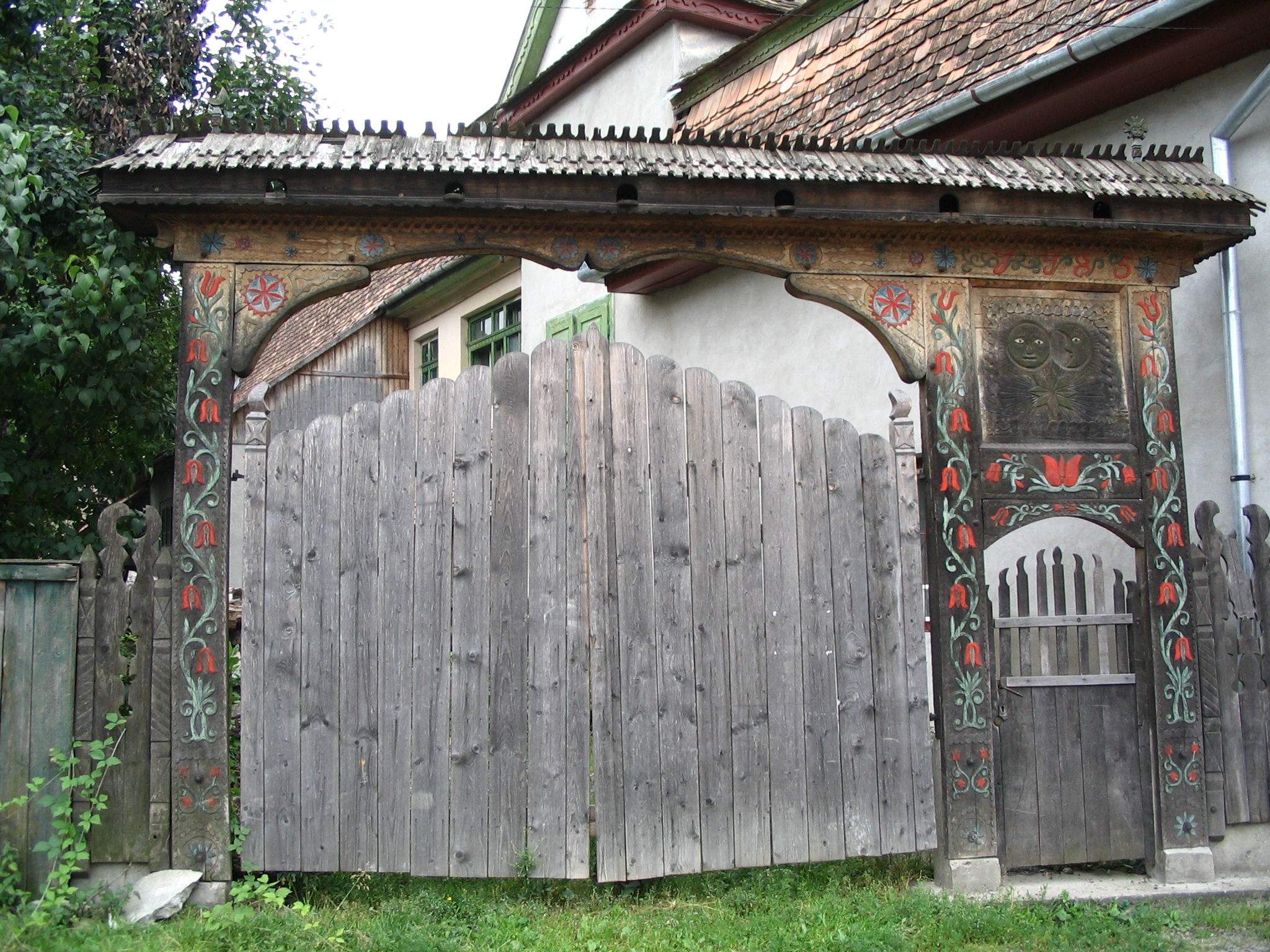
Poartă secuiască cu decoraţiuni policrome

Modelele secuiești străvechi precum spiralele, motive vegetale etc. care ornează o poartă secuiască sunt desenate pe lemn cu mâna. După desenare, motivele sunt cioplite. Confecționarea unei porți secuiești de dimensiuni mari durează în jur de 1,5 - 2 luni, dacă lucrează la ea 5 - 7 oameni.
Pentru a construi o poartă secuiască, meșterul trebuie sa fie dulgher, tâmplar și sculptor în același timp. Sculptarea unei porți poate să dureze între 16-20 zile, construirea porții de la alegerea materialului până la ridicarea lui se poate face în 6 săptămâni. Ornamentele specifice sunt aplicate manual, respectând atât tradiția, cât și preferințele viitorului proprietar. Sculptura în relief poate să aibă adâncimea între 5–10 mm. După finisare, poarta este impregnată cu ulei de in.
În afară de porțile ornamentate cu sculpturi există și modelul simplu, denumit „poartă legată”. Ca structură este identică cu poarta secuiască sculptată, doar că suprafața porții nu este acoperită cu sculpturi și îi lipsește adăpostul pentru porumbei. Pe poartă se trece doar numele meșterului și data ridicării porții. Pe legături se regăsește doar motivul de soare.

## Proiecte
În anul 2009, Consiliul Județean Harghita a început derularea unui program prin care se vor restaura mai multe porți secuiești vechi, care se află într-o stare de degradare avansată.
Și în județul Covasna, Primăria Sfântu Gheorghe, în colaborare cu Asociația pentru Dezvoltarea Turismului în Județul Covasna, a inclus în plan finanțarea Programului Porților Secuiești. Porțile secuiești care se vor realiza și ridica în fața bisericilor de pe marginea drumului principal din Chilieni și Coșeni vor fi achitate integral de către primărie. Porțile ridicate de cetățeni în satele care aparțin orașului Sfântu Gheorghe vor fi sprijinite cu subvenții din partea primăriei.